# Isaac Martin
Isaac Martin († 20. September 1793 auf Pitcairn) war ein Seemann auf dem britischen Handelsschiff Bounty, der nach seiner Beteiligung an der auf ihr begangenen Meuterei zu einem der ersten Siedler auf der Insel Pitcairn wurde.

## Leben

### Auf der Bounty

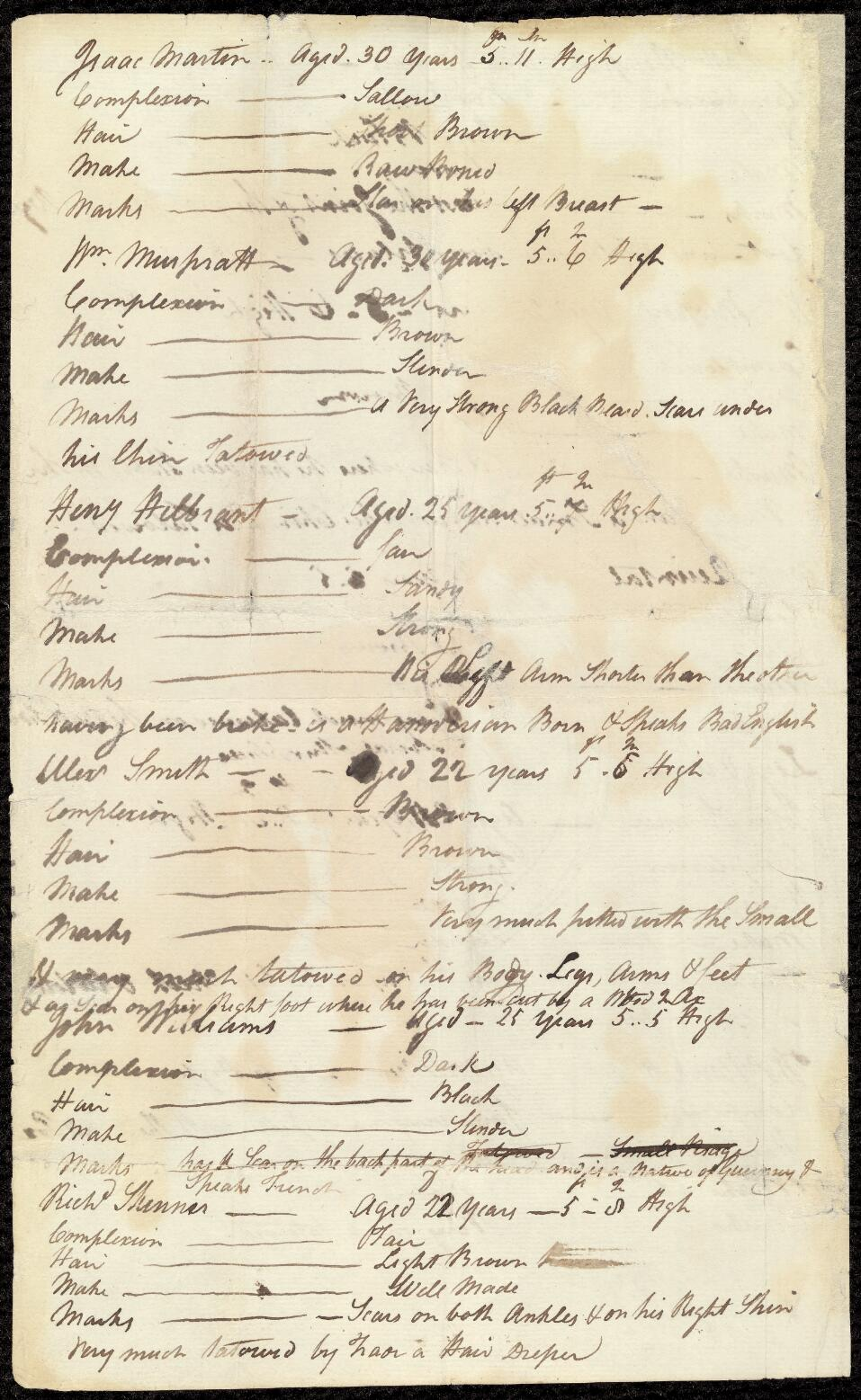
Eine Seite aus Blighs persönlichem Notizbuch mit seiner Beschreibung von Isaac Martin, William Muspratt, Henry Hilbrand, Alexander Smith, John Williams und Richard Skinner. National Library of Australia.

Martin schrieb sich am 31. August 1787 in Deptford als Vollmatrose (Able Seaman) im Alter von 30 Jahren und aus Philadelphia stammend in die Musterungsrolle der Bounty unter Lt. William Bligh ein. Er stammte wahrscheinlich aus den amerikanischen Kolonien, da das englische Philadelphia (City of Sunderland, Tyne and Wear) erst nach der britischen Einnahme des amerikanischen Namensvorbildes im Jahr 1777 (Amerikanischer Unabhängigkeitskrieg) so benannt wurde. Die Mission der Bounty, die Brotfrucht von Tahiti nach Jamaika zu transportieren, begann am 23. Dezember 1787.
Auf Tahiti wurde Martin am Nachmittag den 31. Januar 1789 von Bligh mit der Strafe der Auspeitschung zu vierundzwanzig Hieben belegt, weil er einen Eingeborenen geschlagen hatte, den er beim Diebstahl eines Eisenrings gestellt hatte. Auf Bitten eines anwesenden tahitianischen Häuptlings wurde die Strafe auf neunzehn Hiebe reduziert. Er war damit der neunte von insgesamt zehn Seeleuten, die während dieser Fahrt mit dieser Strafe belegt wurden. Einige Wochen zuvor war der Seemann Alexander Smith ebenfalls ausgepeitscht worden, weil dieser den Diebstahl einer Rudergabel nicht verhindern konnte.
In den Morgenstunden des 28. April 1789 gehörte Martin der vom Steuermannsmaat Fletcher Christian geführten dritten Deckwache an. Seinen Posten verlassend folgte er diesem kurz nach fünf Uhr unter Deck, nur um wenige Minuten später mit Charles Churchill, Thomas Burkett, John Sumner, Matthew Quintal, Henry Hillbrant, Alexander Smith und William McCoy wieder an Deck zu erscheinen, nun bewaffnet mit Entermessern. In nahezu allen späteren Zeugenaussagen wird Martin als bewaffneter Meuterer beschrieben, der zugleich auch mit der größten Wankelmütigkeit auffiel. Während die anderen in die Offizierkajüten achtern unter Deck gingen, um sich dort der Musketen und Pistolen zu bemächtigen und Bligh und die Offiziere festzusetzen, blieb er als Wachposten an Deck. Nachdem Bligh an Deck geführt und mit den Händen hinter dem Rücken gefesselt wurde, waren Martin und Smith mit seiner Bewachung beauftragt. Dabei fütterte Martin ihn mit einer Pampelmuse. Nachdem Christian den Steuermann John Fryer an Deck befohlen hatte und dieser hier mit Bligh eine Rückeroberung des Schiffes zu kommunizieren suchte, erklärte dieser, dass Martin ein Freund sei und Fryer ihn überreden sollte, mit seiner Muskete in einem günstigen Augenblick Christian niederzuschlagen. Doch das hatte Christian gehört, der Fryer mit vorgehaltenem Bajonett von Bligh wegdrängte und ihn wieder in seine Kabine führen ließ. Martin scheint es darauf mit der Angst bekommen zu haben; er legte seine Muskete ab und sprang in die Barkasse, die gerade zu Wasser abgefiert wurde. Ihre Pistolen auf ihn gerichtet, forderten Churchill und Quintal ihn zur Rückkehr an Deck auf. Und nachdem auch der in der Barkasse befindliche loyale Zimmermann William Purcell ihm versicherte, dass man ihn in England hängen werde, sofern sie dieses erreichen mögen, stieg Martin wieder auf das Deck zurück. Von Bligh wurde er in seiner Auflistung der Meuterer folgend beschrieben: Issac Martin, 30 Jahre alt, etwa 5 Fuß und 11 Zoll hoch, blasser Teint, kurze braune Haare, knochig gebaut, tätowiert mit einem Stern auf der linken Brust.
Nach dem gescheiterten Siedlungsversuch der Meuterer auf Tubuai ist Martin am Tag der Rückkehr nach Tahiti am 22. September 1789 als einer von neun Meuterern auf der Bounty verblieben, die am Abend desselben Tages die sechzehn anderen Seemänner zurücklassend wieder in See ging. Nach einer viermonatigen Fahrt erreichte das Schiff im späten Januar 1790 die Insel Pitcairn, wo die neun Meuterer mit ihren tahitianischen Begleitern von Bord gingen.

### Auf Pitcairn
Nach Pitcairn wurde Martin von seiner tahitianischen Gefährtin Teehuteatuaenoa (alias „Jenny“) begleitet, mit der er keine Kinder hatte. Am Tag der Erhebung der vier verbliebenen tahitianischen Männer, dem 20. September 1793, hörte er den Schuss, der John Williams tötete, doch glaubte er, eines der verwilderten Schweine sei getötet wurden. Auch den Aufschrei des tödlich getroffenen Christian hörte er, doch missdeutete er ihn als einen Mittagsruf von Mauatua (die er „Mainmast“ nannte). Nachdem auch John Mills getötet wurde, griffen die Tahitianer Martin an. Von einem Schuss aus der Muskete getroffen, floh er zum Haus von William Brown, wo er von den Angreifern eingeholt und mit einem zweiten Schuss getötet wurde. Seine sterblichen Überreste wurden erst am 16. April 1794 zusammen mit denen der anderen fünf getöteten Kameraden bestattet.

## Überlieferungen

### Erzählungen
- Teehuteatuaenoa („Jenny’s Account I“) nach einem anonymen Autor – Sydney Gazette and New South Wales Advertiser, 17. Juli 1819.
- Teehuteatuaenoa („Jenny’s Account II“) nach Henry Nott – Bengal Hurkaru, 2. Oktober 1826 & United Service Journal and Naval and Military Magazine (1829), Part II, S. 589–593.

### Erlebnisberichte
- Beechey, Frederick W., Narrative of a Voyage to the Pacific and Beering’s Strait. London 1831.
- Bligh, William, A voyage to the South sea, undertaken by command of His Majesty, for the purpose of conveying the bread-fruit tree to the West Indies, in His Majesty’s ship the Bounty, commanded by Lieutenant William Bligh. London 1792.
- Buffett, John, A Narrative of 20 years’ Residence on Pitcairn’s Island. In: The Friend, Vol. IV (1846), S. 2–3, 20–21, 27–28, 34–35, 50–51, 66–68.
- Morrison, James, Mutiny and Aftermath: James Morrison’s Account of the Mutiny on the Bounty and the Island of Tahiti. Hrsg. von Vanessa Smith, Nicholas Thomas. University of Hawaiʻi Press 2013.